# Cordelia, où es-tu ?
Cordelia, où es-tu ? est le 2e épisode de la saison 4 de la série télévisée Angel.

## Résumé
Angel remercie Wesley de l'avoir sauvé et lui propose de renouer leur amitié en faisant table rase du passé. Wesley ne semble pas intéressé mais remet à Angel un dossier pour l'aider à retrouver Cordelia, lui-même pensant qu'elle a disparu dans une autre dimension. Pour retrouver Cordelia, Angel doit mettre la main sur l'Arc de la Pythie, une relique mystique mise aux enchères qui a le pouvoir de localiser n'importe qui. De son côté, Gwen Raiden, une voleuse possédant le pouvoir d'électrocuter les gens par simple contact, est engagée par Elliot, un homme d'affaires, pour voler l'arc. En s'introduisant dans le bâtiment bien gardé où l'arc est conservé, Angel, Fred et Gunn rencontrent Gwen, déjà sur les lieux. Quand une alarme retentit, Gunn tente de s'emparer de Gwen mais elle le tue d'une décharge électrique. Elle le réanime ensuite par une nouvelle décharge et Angel la laisse s'enfuir quand Fred lui dit que Gunn doit être soigné à l'hôpital. 
Angel retrouve ensuite Lilah Morgan, cette dernière étant en train d’espionner Connor, qui a trouvé une place pour dormir sur un terrain vague bondé de personnes sans abris. Angel lui demande de retrouver l'identité du commanditaire du vol de l’Arc : il soupçonne en effet qu'il s'agisse d'une personne extrêmement riche, ce qui ferait d'elle un potentiel client de Wolfram & Hart. Lilah est d'abord réticente, mais Angel précise que si elle lui rend ce service, il fera pour cette fois abstraction de la proximité de l'avocate avec Connor. En partant, il laisse entendre à Lilah être au courant de sa liaison avec Wesley, ayant sentit leurs odeurs entremêlées sur l'un et l'autre, et sans y accorder d'importance particulière. Il quitte ensuite Lilah en lui précisant qu’elle a une heure pour remplir sa mission. À l'hôpital, Fred craque nerveusement en raison de la pression qu'elle a accumulée ces derniers temps du fait de nombreuses missions, et s'en prend verbalement à Gunn. Angel retrouve Gwen, graçe aux informations que Lilah lui a transmises, alors que celle-ci est sur le point de remettre l'Arc à son employeur, et tous deux commencent à se battre. Gwen envoie à Angel une décharge électrique qui refait battre le cœur de ce dernier et, sous le choc, le vampire embrasse Gwen. C'est alors qu'Elliot et ses hommes arrivent et piègent Angel et Gwen dans un ascenseur qu'ils remplissent de gaz. Ils parviennent à s'en échapper et retrouvent Elliot et ses sbires. Après les avoir mis hors de combat, Gwen décide de laisser l'arc à Angel. Angel active le pouvoir de l'arc et dit à Fred et Gunn qu'il a localisé Cordelia dans une dimension où elle était entourée de lumière et semblait heureuse. Mais, alors qu'ils ne peuvent plus la voir, Cordelia leur hurle de la libérer de cette dimension. 

## Statut particulier
Noel Murray, du site The A.V. Club, estime que l'épisode est très appréciable par son intrigue et surtout par ses moments de caractérisation de personnages « qui tapent en plein dans le mille » et mettent particulièrement en valeur Wesley et Gwen Raiden. Pour Ryan Bovay, du site Critically Touched, qui lui donne la note de C-, l'intrigue de l'épisode est « très mince » et prévisible, alors que les motivations des personnages semblent artificielles, mais l'épisode demeure néanmoins divertissant grâce à ses dialogues vifs et à l'introduction du « fascinant personnage » qu'est Gwen Raiden.

## Distribution

### Acteurs et actrices crédités au générique
- David Boreanaz : Angel
- Charisma Carpenter : Cordelia Chase
- J. August Richards : Charles Gunn
- Amy Acker : Winifred « Fred » Burkle
- Vincent Kartheiser : Connor
- Alexis Denisof : Wesley Wyndam-Pryce

### Acteurs et actrices crédités en début d'épisode
- Stephanie Romanov : Lilah Morgan
- Alexa Davalos : Gwen Raiden
- Rena Owen : Dinza
- Tom Irwin : Elliot